# Scambiatore a fascio tubiero e mantello

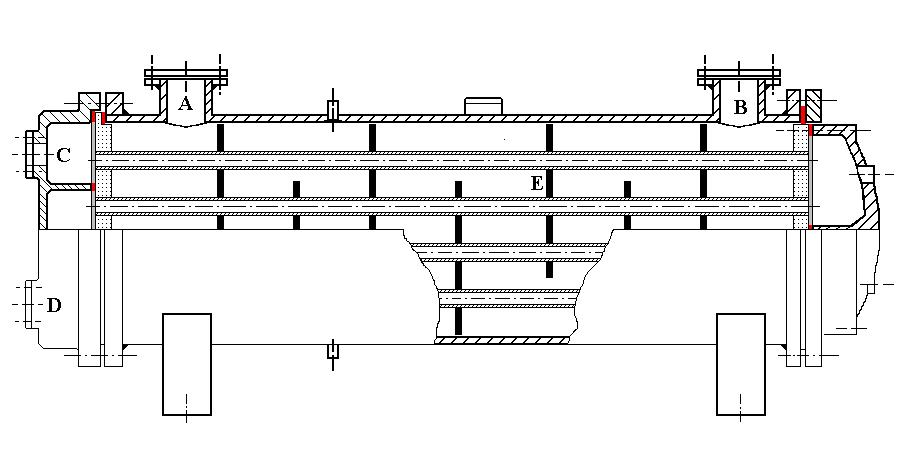
Geometria di uno scambiatore a fascio tubiero e mantello. A,B: bocchelli lato mantello; C,D: bocchelli lato tubi; E: diaframmi.

Uno scambiatore a fascio tubiero e mantello è uno scambiatore di calore a superficie, costituito principalmente da un fascio di tubi collocato all'interno di un recipiente di forma più o meno cilindrica (chiamato mantello). Tale dispositivo è attraversato da due correnti fluide: una corrente scorre "lato tubi" (cioè nell'interno dei tubi), mentre l'altra corrente scorre "lato mantello" (cioè nello spazio delimitato tra la superficie interna del mantello e le superfici esterne dei tubi).
È di gran lunga il tipo di scambiatore di calore più utilizzato, e permette lo scambio di grandi quantità di calore, avendo superfici di scambio che possono arrivare a decine di migliaia di metri quadrati.

## Geometria dello scambiatore a fascio tubiero e mantello

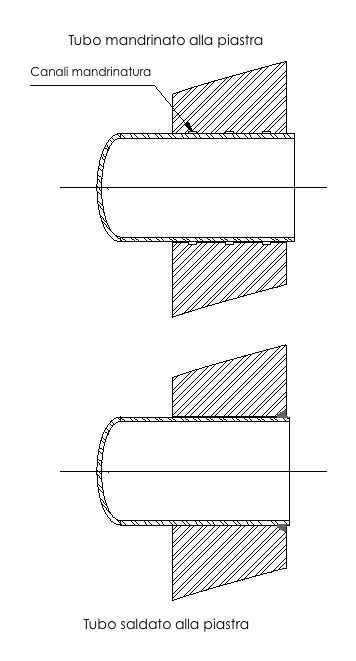
Accoppiamento tra tubo e piastra tramite mandrinatura (in alto) e tramite saldatura (in basso).

In uno scambiatore a fascio tubiero e mantello si distinguono le seguenti parti:
- le testate di estremità (testata posteriore e testata anteriore), che delimitano il volume costituito dalla parte interna dei tubi e che è detto lato tubi;
- i tubi stessi che sono fissati ad una lamiera forata di forte spessore detta piastra tubiera; l'accoppiamento tra tubi e fascia tubiera può avvenire tramite mandrinatura,[3] tramite saldatura (in cui il foro che alloggia il tubo viene svasato nel lato esterno e quindi il tubo viene saldato alla piastra), oppure tramite filettatura; i tubi possono essere lisci o alettati;[4]
- l'involucro esterno (o mantello), che delimita il volume esterno ai tubi, detto lato mantello.

L'operazione di mandrinatura consiste nel forzare il tubo alla piastra tubiera con attrezzature apposite; la piastra tubiera è dapprima forata ad un diametro leggermente superiore a quello esterno del tubo, quindi vengono ricavate all'interno del foro 2-3 gole con diametro superiore di qualche decimo di millimetro, ed infine il tubo viene espanso con un mandrino, che deforma l'imboccatura del tubo, serrandola alla piastra.
Al mantello fanno capo due bocchelli flangiati, riservati al fluido di servizio (ovvero il fluido raffreddante/riscaldante utilizzato come vettore dello scambio termico, generalmente acqua) e alle testate due riservati al fluido di processo (ovvero il fluido che bisogna raffreddare/riscaldare, che compete direttamente al processo industriale).
Esternamente al mantello è rappresentato un distributore, usato solo in caso di fluidi gassosi lato mantello. Nel mantello possono essere presenti (non raffigurati) dei piatti di lamiera trasversali detti diaframmi (in inglese baffle) che hanno lo scopo di controllare il regime idraulico nel mantello stesso, aumentando le turbolenze e di conseguenza il coefficiente di scambio termico.
All'aumentare del numero di diaframmi il percorso del fluido lato mantello diventa più tortuoso; all'interno di tale percorso è possibile individuare dei tratti in cui il fluido lato mantello si muove in maniera parallela ai tubi; tali tratti vengono detti "passaggi lato mantello". Analogamente i "passaggi lato tubi" corrispondono ai tratti in cui il fluido lato tubi si muove in maniera parallela al mantello.

Si possono presentare dunque diversi casi a seconda del numero di passaggi lato mantello e lato tubi; ad esempio si possono avere le seguenti tipologie (dove il primo numero indica i passaggi lato tubi e il secondo numero indica i passaggi lato mantello):
- a singolo passaggio o a 1 passaggio (1-1): un passaggio lato tubi e un passaggio lato mantello; i fluidi entrano, attraversano lo scambiatore secondo direzioni tra loro parallele (in equicorrente o in controcorrente) ed escono;
- a 2 passaggi lato tubi (2-1); in questo caso il setto verticale nella testata superiore obbliga il fluido lato tubi a scendere nei tubi per poi risalire;
- a 2 passaggi lato tubi e 2 passaggi lato mantello (2-2).

Sebbene in teoria non esista un limite massimo al numero di passaggi, è raro trovare scambiatori con numero di passaggi lato tubi superiore a 16, e lato mantello superiore a 4.

Scambiatore a fascio tubiero a singolo passaggio lato tubi (1-1).
Scambiatore a fascio tubiero a due passaggi lato tubi (2-1).

## Norme TEMA
Gli scambiatori a fascio tubiero, essendo i più utilizzati, sono anche quelli meglio definiti dal punto di vista di unificazione e di normativa. In genere la progettazione degli scambiatori a fascio tubiero avviene in accordo con le indicazioni dell'associazione statunitense TEMA (Tubular Exchanger Manufacturers' Association), che cura la pubblicazione di norme relative alla classificazione, dimensionamento e costruzione degli scambiatori.
In particolare tali norme distinguono negli scambiatori 3 parti (testa anteriore, mantello e testa posteriore) e per ciascuna di tali parti vengono indicati differenti geometrie costruttive. A tale proposito, vengono contemplate ad esempio teste fisse e teste flottanti. Le teste anteriori sono sempre fisse, mentre le teste posteriori possono essere fisse o flottanti. Le teste fisse hanno il vantaggio di essere più economiche rispetto alle teste flottanti, ma dall'altra parte la manutenzione degli scambiatori a teste flottanti risulta più agevole: infatti nel caso delle teste flottanti è possibile sfilare il fascio tubiero dal mantello smontando la testa, mentre nel caso delle teste fisse le operazioni di smontaggio sono più lunghe.

### Scambiatori a chioma

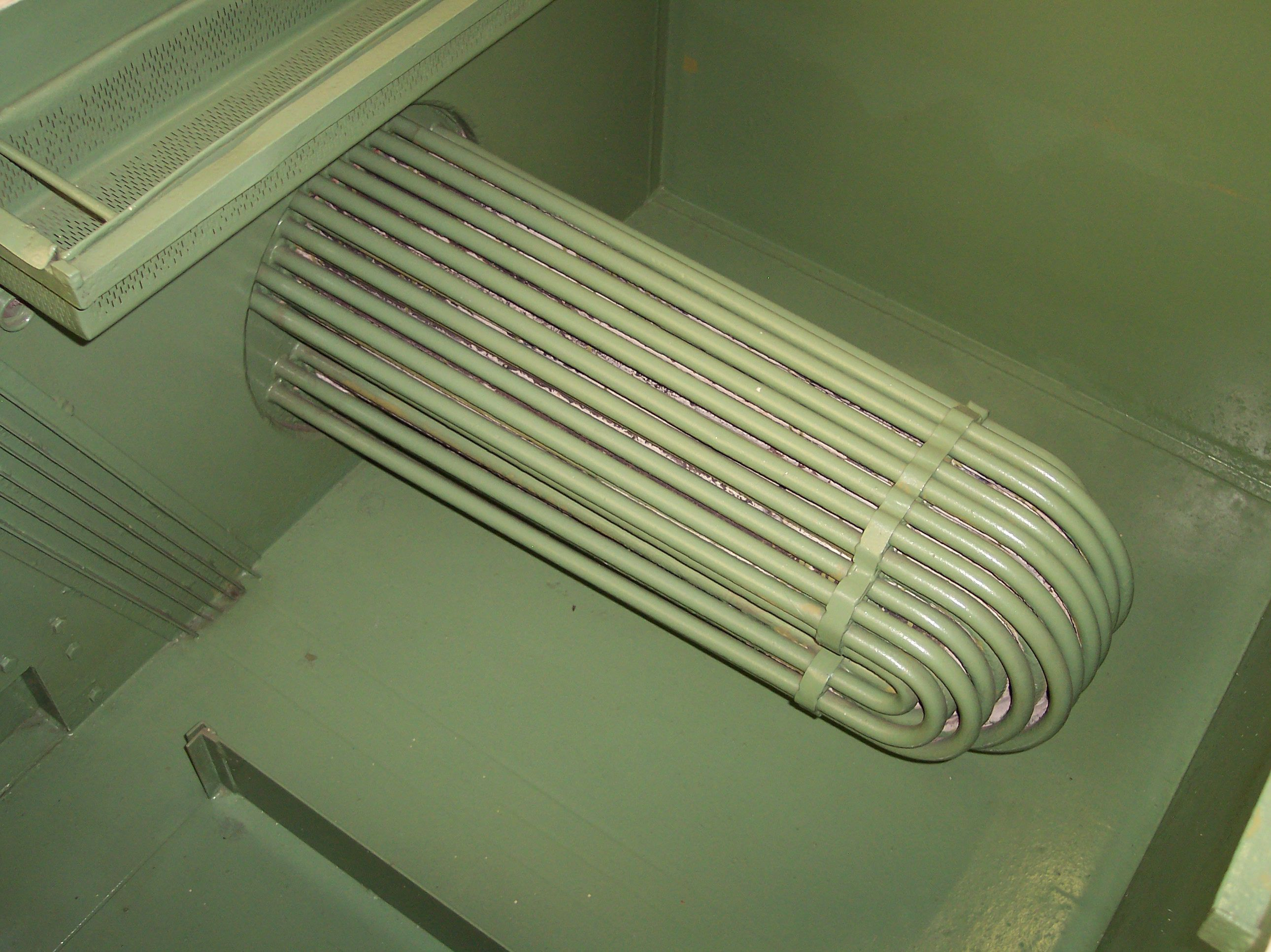
Scambiatore a fascio tubiero e mantello del modello "a chioma".

I tubi dello scambiatore non devono necessariamente essere rettilinei, è anzi pratica comune l'uso di tubi curvati ad U (tipo TEMA U), a raggi variabili, uniti mediante la piastra tubiera a formare delle chiome di tubi.
Questi particolari modelli di scambiatore fascio tubiero e mantello sono denominati "a chioma", e presentano una sola testa.
Il vantaggio risiede nella estraibilità del fascio tubiero, che può essere facilmente separato dal mantello per ispezione e pulizia, al costo di una minore stabilità meccanica del fascio che, essendo supportato a sbalzo, è sottoposto a maggiori sollecitazioni, anche di carattere dinamico per le vibrazioni.
Sono sconsigliati per fluidi corrosivi o sporcanti, in quanto in corrispondenza del ripiegamento ad U si può avere erosione localizzata dei tubi e la formazione di incrostazioni (o fouling).
Gli scambiatori a chioma vengono anche impiegati come elemento riscaldante all'interno di apparecchiature più grandi, ad esempio nei ribollitori tipo kettle.

## Possibili malfunzionamenti

### Fouling

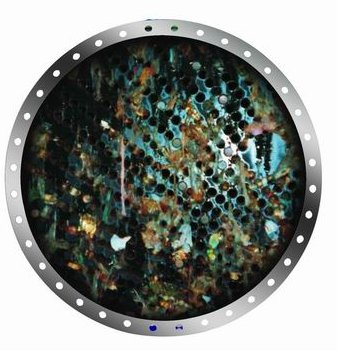
Sporcamento in corrispondenza della piastra di uno scambiatore di calore.

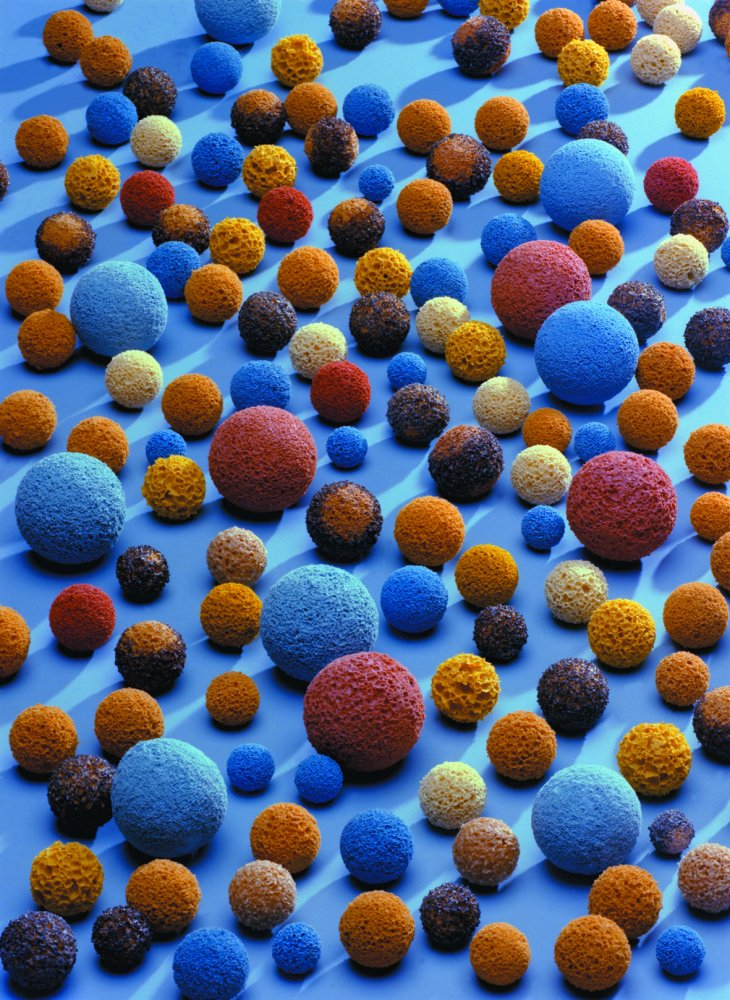
Taprogge utilizzate per la pulizia dei tubi degli scambiatori tubulari.

Il fenomeno del fouling (o sporcamento) consiste nel deposito di materiale solido all'interno dei tubi. Tali solidi possono essere trasportati dai fluidi o prodotti per precipitazione (come avviene nel caso del calcare).
A causa di tale fenomeno si può avere una riduzione del coefficiente di scambio termico e intasamento dei tubi, con conseguente diminuzione delle performance dello scambiatore.
In fase di manutenzione, è possibile utilizzare dei metodi di pulizia meccanica dei tubi e del mantello. Ad esempio per la pulizia dei tubi si possono utilizzare le "taprogge", che sono spugne di forma sferica che vengono spinte all'interno dei tubi attraverso l'utilizzo di fluidi aventi una pressione adeguata.

### Vibrazioni
Un aspetto di cui bisogna tenere conto durante la progettazione degli scambiatori a fascio tubiero e mantello è la possibilità che si manifestino vibrazioni, le quali possono essere di due tipi:
- vibrazioni dei tubi
- vibrazioni acustiche (che possono superare 160 dB[10]).

Tali vibrazioni sono dovute al passaggio del fluido all'interno dell'apparecchiatura e sebbene la percentuale che si verifichino sia piuttosto bassa (minore dell'1%), quando ciò accade durante il funzionamento dell'apparecchiatura comporta notevoli costi: per tale motivo tale possibilità viene presa in considerazione durante la progettazione dello scambiatore.
La prevenzione delle vibrazioni dei tubi viene svolta individuando anzitutto i tubi che sono maggiormente sollecitati e migliorando la stabilità meccanica del fascio tubiero, ad esempio attraverso l'utilizzo di spaziatori.

### Distribuzione non uniforme del flusso

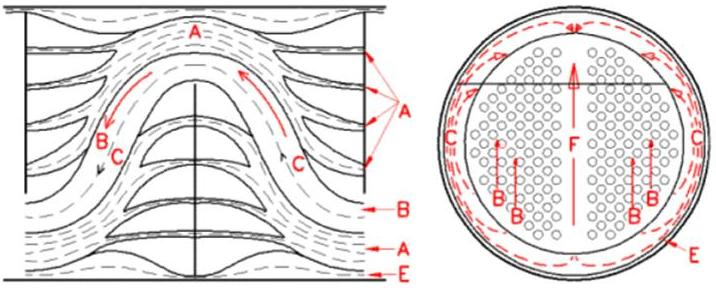
Distribuzione del flusso all'interno di uno scambiatore a fascio tubiero e mantello.

Tutti gli scambiatori di calore presentano una distribuzione del flusso non perfettamente uniforme. Le cause di tale distribuzione non uniforme possono essere molteplici, ad esempio può essere associata alle tolleranze dell'apparecchiatura o a fenomeni di sporcamento.
La distribuzione non uniforme del flusso può comportare il peggioramento delle performance dello scambiatore nonché il suo danneggiamento.
Per diminuire l'effetto della distribuzione non uniforme del flusso all'imbocco dello scambiatore viene installato in genere un setto in direzione trasversale alla direzione del flusso allo scopo di rendere più uniforme il profilo di velocità. Tale setto serve inoltre a proteggere i tubi posti vicino al bocchello da eventuali fenomeni di erosione e cavitazione.